# Superscape
Superscape est une ancienne entreprise de développement de jeux vidéo qui a réalisé notamment Lego Creator : Harry Potter et de nombreux portages sur téléphone mobile.
L'entreprise est rachetée par Glu Mobile en 2008.